# Варадија (Караш-Северин)
Варадија (рум. Vărădia) насеље је у Румунији у округу Караш-Северин у општини Варадија. Oпштина се налази на надморској висини од 96 m.

## Прошлост
По "Румунској енциклопедији" место је некад било град Арчидава - престоница краља Буребисте, оснивача Дакије.
Аустријски царски ревизор Ерлер је 1774. године констатовао да место "Варадиа" припада Вршачком округу и дистрикту. Становништво је било претежно влашко.
Тодор Бајић грађанин земунски, пивар и трговац постао је 1832. године власник поседа Варадије. Имање се налазило са источне стране места, а поред двора чинило га је 150 сесија земље. У месту је (1839) један мештанин био претплатник Павловићевог "Српског народног листа".
Године 1840. Варадија је и даље посед српске племићке породице Бајић "от Варадије". Спахија Тоша Бајић је набавио две књиге за своје синове ученике, Лазу и Милоша.. Године 1897. након смрти поседника барона Милоша Бајића, исти спахилук је по тестаменту наследио син синовца Милана - Петар Бајић.
У атару села, на брду званом Кирија, поред старе капеле реновиране крајем 18. века, начинили су барони Бајићи себи породичну костурницу "исечену у камену". Било је то трудом Петрије Бајић, кћерке српског кнеза Милоша Обреновића. У њој је 7. августа 1897. године сахрањен унук имењак Милоша Обреновића - Милош Бајић. Опело великом српском добротвору (новосадске гимназије, пре свега) обавио је вршачки владика Гаврило Змејановић, уз учешће црквених хорова из Темишвара и Вршца.

## Становништво
Према подацима из 2002. године у насељу је живело 1534 становника.

### Попис2002.
| Расподела становништва по националности 2002.‍ | Расподела становништва по националности 2002.‍ | Расподела становништва по националности 2002.‍ | Расподела становништва по националности 2002.‍ | Расподела становништва по националности 2002.‍ |
| --------------------------------------------- | --------------------------------------------- | --------------------------------------------- | --------------------------------------------- | --------------------------------------------- |
|                                               |                                               |                                               |                                               |                                               |
| Румуни                                        | Румуни                                        |                                               | 1.240                                         | 81,1%                                         |
| Мађари                                        | Мађари                                        |                                               | 11                                            | 0,7%                                          |
| Роми                                          | Роми                                          |                                               | 255                                           | 16,7%                                         |
| Немци                                         | Немци                                         |                                               | 7                                             | 0,5%                                          |
| Срби                                          | Срби                                          |                                               | 3                                             | 0,2%                                          |
| Чеси                                          | Чеси                                          |                                               | 13                                            | 0,9%                                          |

### Хронологија
| Година       | 1992 | 1993 | 1994 | 1995 | 1996 | 1997 | 1998 | 1999 | 2000 | 2001 | 2002 | 2003 | 2004 | 2005 | 2006 | 2007 | 2008 | 2009 | 2010 | 2011 | 2012 | 2013 | 2014 | 2015 | 2016 | 2017 |
| ------------ | ---- | ---- | ---- | ---- | ---- | ---- | ---- | ---- | ---- | ---- | ---- | ---- | ---- | ---- | ---- | ---- | ---- | ---- | ---- | ---- | ---- | ---- | ---- | ---- | ---- | ---- |
| Становништво | 1512 | 1493 | 1469 | 1463 | 1467 | 1436 | 1399 | 1396 | 1409 | 1403 | 1420 | 1432 | 1470 | 1469 | 1450 | 1460 | 1502 | 1477 | 1465 | 1462 | 1463 | 1452 | 1433 | 1437 | 1431 | 1420 |